# Retevirgula akdenizae
Retevirgula akdenizae är en mossdjursart som beskrevs av Chimenz, Nicoletti och Lippi Boncambi 1997. Retevirgula akdenizae ingår i släktet Retevirgula och familjen Calloporidae. Inga underarter finns listade i Catalogue of Life.